# Alex Winston
Alex Winston, pseudonimo di Alexandra Leigh Winston (Bloomfield Hills, 28 settembre 1987), è una cantautrice statunitense.

## Biografia
Nata e cresciuta a Bloomfield Hills nel Michigan, è un'artista autodidatta nel pianoforte e nella chitarra. Nel 2010 si trasferisce a New York dove intraprende una carriera da solista e collaborando con alcune band giovanili. Inizia a lavorare con il duo di produzione The Knocks e incide il suo primo EP, The Basement Covers, con l'etichetta indipendente Heavy Roc Music.
In Italia ed in Europa è conosciuta soprattutto in quanto il suo singolo, Choice Notes (pubblicato nel 2010), è stato utilizzato come sottofondo della campagna pubblicitaria della Hyundai ix20 e della TK Max.
Alex Winston si è esibita negli Stati Uniti e in Europa, dove ha collaborato con Edward Sharpe and the Magnetic Zeros e Gotye, tra gli altri. Ha anche suonato in alcuni festival britannici tra cui Bestival , VFest e il Festival Underage.
Il 29 settembre 2017 è stato annunciato tramite twitter che Alex Winston aveva intrapreso un nuovo progetto pop intitolato Post Precious con Max Hershenow di MS MR. Il loro primo singolo "Timebomb" è uscito il 26 ottobre 2017.

## Discografia

### EP
- By the Roots (Pratdal, 2007)
- The Basement Covers EP (Heavy Roc Music, 2010)
- Sister Wife (Heavy Roc Music, 2011; Island Records, 2011)
- Sister Wife (The Remixes) (Island Records, 2011)
- Velvet Elvis (Heavy Roc Music, 2011)
- The Day I Died (300 Entertainment, 2015)

### Album
- King Con (V2/Cooperative Music, 2012)

### Singoli
- "Choice Notes" (2010)
- "Animal Baby" (2010)
- "Velvet Elvis" (2011)
- "Sister Wife" (2011)
- "Locomotive" (2011)
- "101 Vultures" (2013)
- "Careless" (2014)
- "We Got Nothing" (2015)

### Altro
- "Pet Sematary" (2010)
- "Medicine" (2011)
- "Pretend It's Love" (The Postelles featuring Alex Winston) (2013)